# わんぱく探偵団
『わんぱく探偵団』（わんぱくたんていだん）は、1968年2月1日から同年9月26日までフジテレビ系列局で放送されていた虫プロダクション制作のテレビアニメである。雪印乳業（現・雪印メグミルク）の一社提供。全35話。放送時間は毎週木曜 19:00 - 19:30 （日本標準時）。

## 概要
原作は、江戸川乱歩の子供向け探偵小説シリーズ『少年探偵団』。6人の少年少女によるわんぱく探偵団が、私立探偵明智小五郎とともに推理力と行動力を駆使して難事件に立ち向かい、怪人二十面相と対決する模様を描く。虫プロでは初の、手塚治虫作品以外をもとにして制作されたアニメである。
原作での少年探偵団は10人以上でメンバーも流動的であったが、本作では団員を6人に絞って個性を明確化している。怪人二十面相の容貌も、それまでのイメージとは異なる独特なデザインとなっている。
本作をもって、1966年4月からの『宇宙エース』以来2年半続いた木曜19:00枠のアニメシリーズは一旦終了。引き続き虫プロが手掛けた後番組『バンパイヤ』は、一部の箇所にアニメーションを取り入れたテレビドラマとして放送されていた。

## 登場人物
小林少年
声 - 管野直行
わんぱく探偵団の団長。明智小五郎の助手を務める正義感あふれる少年。空手と柔道が得意。本名は小林芳雄。
おトコ
声 - 萩原宣子
わんぱく探偵団の団員。探偵団唯一の女の子で、髪型はツインテール。探偵団のまとめ役。明智小五郎の姪で、明智のことを「おにいさん」と呼んでいる。
チビちん
声 - 堀絢子
わんぱく探偵団の団員で最年少。おトコの弟で帽子を被っている。パチンコの名人。本名はとしお。「…てばさ」が口癖。
ステやん
声 - 富山敬
わんぱく探偵団の団員。顔が長く、比較的背が高い。軽自動車の運転免許を持っており、車の運転を得意とする。本名はすてお。
マメたん
声 - 竹尾智晴(第１話)、清水マリ(第２話～)
わんぱく探偵団の団員。メガネをかけている。機械に強い発明家で、知識も広い。団員が使っているバッジガンや通信機は、彼が作ったもの。関西弁をしゃべる。金に細かい。
デブとん
声 - 白井武雄
わんぱく探偵団の団員。体格が良く、食いしん坊。動物使いの名人。
明智小五郎
声 - 江角英明
するどい推理力と洞察力を持った名探偵。時に二十面相に出し抜かれることもあるが、最終的には宝を取り返している。探偵事務所を兼ねたマンションの一室に、夫人とおトコと一緒に住んでいる。
中村警部
声 - 大木民夫
わんぱく探偵団や明智小五郎に協力する制服警官。本作では実写版のようなボケ役ではなく、原作通りの鬼警部となっている。
怪人二十面相
声 - 若山弦蔵
変装が得意な大怪盗。明智小五郎の好敵手。正体を現すときには、マスクと衣装をはぎ取り、口ひげ、大きな襟付きマントと黒コートのマスク姿で現れる。殺人を嫌っている。
予告ナレーター
声 - 黒沢良

## スタッフ
- 原作 - 江戸川乱歩「少年探偵団」
- 制作担当 - もり・まさき
- 監督 - 林重行
- 技術監督 - 山浦栄二
- 編集 - 古川雅士
- 音響監督 - 田代敦己
- 録音 - 東京スタジオ・センター、種子田文雄
- 現像 - 東洋現像所
- 効果 - 相原満
- 音楽 - 山下毅雄
- 制作助手 - 岩崎正美
- 制作 - 虫プロダクション

## 主題歌
オープニングテーマ・エンディングテーマ
「わんぱく探偵団のうた」
作詞 - 壇上文雄 / 作曲 - 白木治信 / 編曲 - 山下毅雄 / 演奏 - MCS / 歌 - ボーカル・ショップ、上高田少年合唱団
ラジオドラマ版『少年探偵団』の替え歌。
本放送時には、オープニングのラストで小林少年が探偵団アイテム「バッジガン」から探偵団バッジを発射したところで「提供（旧・雪印乳業社章のスノーブランド）雪印乳業」という提供クレジットが出され、その後チビちんによる提供ナレーション「雪印乳業の提供だよ。V!」が入っていた。またエンディングラストでは怪人二十面相の高笑いの後、OPと同じ構成による提供クレジットと、チビちんの提供ナレーション「雪印乳業の提供でお送り致しました。V!」が入っていた。AT-Xでの再放送においてはクレジットもナレーションも外されていた。
挿入歌・エンディングテーマ（第15話ほか）
「怪人二十面相はうたう」
作詞 - 能加平 / 作曲・編曲 - 山下毅雄 / 歌 - 世良明芳
イメージソング
「わんぱく探偵団かぞえうた」
作詞 - 真崎守 / 作曲・編曲 - 山下毅雄 / 歌 - ボーカル・ショップ / お囃子 - 管野直行、堀絢子、萩原宣子、清水マリ、白井武雄、富山敬
10番まであり、各番ラストの「お囃子」は6番までは小林→チビちん→おトコ→マメたん→デブとん→ステやんと続き、7番以降は全て小林芳雄となる。

## 各話リスト
| 話数 | 放送日        | サブタイトル           | 脚本     | 演出                | 作画                                      |
| ---- | ------------- | ---------------------- | -------- | ------------------- | ----------------------------------------- |
| 1    | 1968年 2月1日 | 二十面相登場           | 阿部桂一 | りんたろう          | 金山明博 岡崎邦彦                         |
| 2    | 2月8日        | 生きていた死神         | 加藤有芳 | 瀬山よしふみ        | 猿山二郎 牛越和夫                         |
| 3    | 2月15日       | 夜光怪人               | 辻真先   | 瀬山よしふみ        | 神宮慧 新田雅利                           |
| 4    | 2月22日       | 二十面相の復讐         | 加藤有芳 | 出崎統              | 金山明博 協力 - ジャガード、出崎統        |
| 5    | 2月29日       | 悪魔島の秘密           | 阿部桂一 | 平田敏夫            | 小川隆雄 朝戸澄子                         |
| 6    | 3月7日        | 幻の鬼面城             | 阿部桂一 | 波多正美            | 金山明博 協力 - 村野守美、波多正美        |
| 7    | 3月14日       | 青銅の魔人             | 黒島巌   | 勝井千賀夫          | 杉野昭夫 八幡正                           |
| 8    | 3月21日       | 謎の幽霊寺             | 阿部桂一 | 北野英明            | 荒井則与 内海武雄                         |
| 9    | 3月28日       | 皇帝の勲章             | 加藤有芳 | 出崎統              | 金山明博                                  |
| 10   | 4月4日        | 魔人ゴング             | 小宮敬   | 瀬山よしふみ        | 杉野昭夫 森田浩光                         |
| 11   | 4月11日       | 黒猫博士               | 阿部桂一 | 平田敏夫            | 朝戸澄子 三浦晃志                         |
| 12   | 4月18日       | 恐怖の毒蜘蛛           | 阿部桂一 | 上梨満雄            | 小川隆雄 新田雅利                         |
| 13   | 4月25日       | 二十面相の挑戦         | 加藤有芳 | 瀬山よしふみ        | 金山明博 協力 - ジャガード                |
| 14   | 5月2日        | 蝙蝠男爵               | 加藤有芳 | 平田敏夫            | 猿山二郎 牛越和夫                         |
| 15   | 5月9日        | 呪いの地獄仮面         | 加藤有芳 | 北野英明            | 神宮慧 鈴木正俊                           |
| 16   | 5月16日       | 魔の海賊船             | 阿部桂一 | 出崎統              | 金山明博 協力 - ジャガード                |
| 17   | 5月23日       | 天空の魔人             | 阿部桂一 | 瀬山よしふみ        | 金山明博 協力 - ジャガード                |
| 18   | 5月30日       | 蠟人間の罠             | 加藤有芳 | 林政行              | 荒井則与 内海武雄                         |
| 19   | 6月6日        | 黒い魔犬（前編）       | 辻真先   | 北野英明            | 杉野昭夫 森田浩光                         |
| 20   | 6月13日       | 黒い魔犬（後編）       | 辻真先   | 北野英明            | 小川隆雄 鈴木正俊                         |
| 21   | 6月20日       | 妖怪博士               | 小宮敬   | 出崎統              | 金山明博 杉野昭夫 協力 - 出崎統           |
| 22   | 6月27日       | 鬼面城の秘密           | 阿部桂一 | 村野守美            | 朝戸澄子 三浦晃志 協力 - 村野守美         |
| 23   | 7月4日        | 灰色の巨人             | 阿部桂一 | 上梨満雄            | 猿山二郎 新田雅利                         |
| 24   | 7月11日       | 虎の牙                 | 辻真先   | 平田敏夫            | 荒井則与 牛越和夫                         |
| 25   | 7月18日       | 恐怖の人形館           | 辻真先   | 瀬山よしふみ        | 金山明博 杉野昭夫 協力 - ジャガード       |
| 26   | 7月25日       | 地獄谷の脱出           | 阿部桂一 | 出崎統              | 金山明博 杉野昭夫 協力 - 出崎プロ         |
| 27   | 8月1日        | 謎の亡霊岬             | 辻真先   | 正廷宏三            | 金山明博 杉野昭夫 協力 - アートフレッシュ |
| 28   | 8月8日        | 白髪鬼（前編）         | 加藤有芳 | 瀬山よしふみ        | 朝戸澄子 八幡正                           |
| 29   | 8月15日       | 白髪鬼（後編）         | 加藤有芳 | 瀬山よしふみ        | 小川隆雄 八幡正                           |
| 30   | 8月22日       | 黒とかげ暗殺団         | 加藤有芳 | 平田敏夫            | 猿山二郎 内海武雄                         |
| 31   | 8月29日       | 海底封鎖作戦           | 阿部桂一 | 林政行              | 朝戸澄子 鈴木正俊                         |
| 32   | 9月5日        | 二十面相をあばけ       | 加藤有芳 | 上梨満雄            | 荒井則与 森田浩光                         |
| 33   | 9月12日       | 金塊輸送作戦           | 加藤有芳 | 出崎統              | 金山明博 杉野昭夫 協力 - 出崎プロ         |
| 34   | 9月19日       | 二十面相の最後（前編） | 岡崎邦彦 | りんたろう 村野守美 | 杉野昭夫 谷沢豊                           |
| 35   | 9月26日       | 二十面相の最後（後編） | 岡崎邦彦 | りんたろう 村野守美 | 小川隆雄 若林常夫                         |

## 放送局
以下、特記の無いものは全て放送時間は木曜 19:00 - 19:30、制作局・フジテレビと同時ネット。
- フジテレビ（制作局）
- 札幌テレビ[2]
- 山形テレビ（1972年に放送）：月曜 - 土曜 7:20 - 7:50、日曜 7:15 - 7:45[3]
- 仙台放送[4]
- 東海テレビ[5]
- 関西テレビ[6]
- 西日本放送[7]
- 広島テレビ[7]
- テレビ西日本[8]

## 映像ソフト
2005年12月28日、コロムビアミュージックエンタテインメント（現・日本コロムビア）から本作のDVD-BOXが発売された。
2016年9月30日、株式会社ベストフィールドからHDリマスター版DVD-BOX「想い出のアニメライブラリー第62集」が発売された。

## コミカライズ
大野ゆたかによる漫画化作品がある。当初は光文社の『少年』で昭和43年（1968年）2月号から連載されていたが、同年3月号をもって同誌が廃刊になったため、講談社の『ぼくら』へ移籍し、同年10月号まで連載されていた。